# KTNテレニュース
『KTNテレニュース』（ケイティーエヌ テレニュース）は、テレビ長崎で日曜日の朝と昼に放送されていたニュース番組である。

## 放送時間
いずれもJST。
- 日曜日 06:00 - 06:15
- 日曜日 11:50 - 12:00

## 内容・タイムテーブル

### 日曜日朝
- 6:00 オープニング
- 6:00.15 全国ニュース
  - CM
  - 全国の天気予報
  - 県内の天気予報
  - CM
- 6:12.45 エンディング
- 6:13 CM

### 日曜日昼
- 11:50 オープニング
- 11:50.10 全国ニュース
  - CM
  - ローカルニュース
- 11:57.55 エンディング
- 11:58 CM

## 備考
- 朝・昼ともに、オープニングとエンドタイトルにはフジテレビ送出の映像を使っていた。かつては、昼のエンドタイトルのみテレビ長崎独自の映像（長崎市内の映像）を使っていた。
- タイトルロゴはテレビ長崎オリジナルのものである。2006年頃までは「産経テレニュース」のタイトルロゴの「産経」の部分を「KTN」に変えたものをタイトルロゴとして使用していたが、その時のタイトルの表記については、まず英語の「TELENEWS」というフジテレビと同じクレジットを出し、その後にカタカナの「テレニュース」表記に変化し、画面右から「KTN」のロゴが（そのため、「SANKEI」は表示されない）、画面左から白色の「FNN」ロゴ（「産経テレニュース」では下中央で表示するのに対し、「KTNテレニュース」では「KTN」ロゴと対角の位置にあたる右下に表示している）を出していた。なお、「テレニュース」の色は河田町時代と同じものだったが、黒淵が無い状態でタイトルを表示していた。
- 昼のローカルニュースのテロップには、新しい『FNNスピーク』のものを使用している。なお、右下のロゴは「KTN」のみてある[要追加記述]。